# 张军 (化学家)
张军（1969年4月—），男，汉族，中共党员，中国科学院化学研究所研究员，中国科学院大学教授。

## 生平
1993年7月毕业于安徽师范大学化学系，1996年3月毕业于哈尔滨船舶工程学院（现哈尔滨工程大学）化学工程系获硕士学位，1999年3月于大连理工大学高分子材料系获博士学位。1999年4月至2001年3月，在中国科学院化学研究所作博士后研究。2001年至今，在中国科学院化学研究所工程塑料实验室工作，先后任副研究员，研究员，博士生导师。现任中国科学院化学研究所研究员，中科院工程塑料重点实验室主任。

## 学术贡献
主要从事纤维素材料的绿色加工与功能化的新原理和新方法研究工作，发表论文120余篇，获授权发明专利15项。主持国家科技支撑计划重大专项1项，863项目1项，国家973项目子课题2项，国家自然基金项目5项。入选国家杰出青年基金，国家百千万人才工程及山东省泰山产业领军人才等人才项目。

## 社会兼职
中国化学会纤维素专业委员会副主任，中国纤维素行业协会技术委员会副主任，《纤维素科学与技术》副主编，《Polymer International》、 《Journal of Bioresources and Bioproducts》、《高分子学报》、《科学通报》等期刊编委。

## 奖励与荣誉
- 2008年度北京市科学技术二等奖
- 2013年度北京市科学技术一等奖（第一完成人）[4]
- 2019年，入选国家百千万人才工程，并被授予“有突出贡献中青年专家”荣誉称号[5]